# Senza ritorno (romanzo)
Senza ritorno (titolo originale No Way Back, titolo alternativo Hashimi's Revenge) è un romanzo di spionaggio del 1986 dello scrittore britannico Kenneth Royce. Il romanzo è il seguito di Tutti gli uomini di Sua Maestà del 1985, ultimo romanzo con protagonista Spider Scott, e dà l'avvio alla serie dedicata a George Bulman.

## Trama
Hashimi Ross, conosciuto come l'Arabo dalle diverse polizie, uno dei più pericolosi terroristi in giro per l'Europa, prepara la sua vendetta personale. La sua ragazza, Sophie, è stata torturata e uccisa per ottenere informazioni su Spider Scott ed adesso Hashimi, dopo aver visto il cadavere all'ospedale di Winchester, vuole la morte di tutti coloro che hanno preso parte a questo delitto.
Grazie a ciò che può raccontargli l'amico Scott, Hashimi Ross ricava gli indizi per risalire ai colpevoli, che fanno capo a Phil Deacon, gangster londinese.
Nel frattempo George Bulman, sovrintendente di Scotland Yard, in realtà distaccato presso il servizio segreto D16, viene informato da Scott delle intenzioni dell'Arabo e riceve dal direttore del D16 l'incarico di trovare un tedesco rifugiatosi a Londra, che con le sue informazioni rischia di far cadere il governo della Germania Ovest.

## Edizioni
- Kenneth Royce, Senza ritorno, traduzione di Natalia Muccioli Callori, collana Segretissimo, n. 1083, Mondadori, 1987,  p. 207.